# Trokienie
Trokienie (lit. Trakinės) − wieś na Litwie, w rejonie solecznickim, 9 km na północ od Solecznik, zamieszkana przez 6 ludzi. Przed II wojną światową w Polsce, w powiecie wileńsko-trockim województwa wileńskiego.